# Metal Hammer
Metal Hammer, nogle gange stavet MetalHammer, er et månedligt heavy metal-magasin i Storbritannien, Irland, Tyskland, Australien, Finland, Spanien, Grækenland, Polen, Ungarn, Schweiz, Serbien og Montenegro udgivet af forskellige forlæggere. Bladene omhandler mainstream og mere usædvanlige bands i metal musikkens spektre.